# Technosignature
Une technosignature, ou technomarqueur, est une propriété ou un effet mesurable fournissant une preuve scientifique de l'existence d'une technologie passée ou présente,. Elle est semblable à la biosignature, qui indique la présence de vie, intelligente ou non.
Certains exemples de technosignatures sont abordés dans le livre The Eerie Silence (en) (2010) de Paul Davies, bien que les mots « technosignature » et « technomarqueur » n'y apparaissent pas. Certains types de technosignatures, telles la fuite de radiations d'installations spatiales de grande échelle comme une sphère de Dyson, la lumière d'une œcuménopole extraterrestre, ou les influences sur l'environnement spatial d'un moteur stellaire, pourraient être détectées par un hypertélescope. 
Certains auteurs préfèrent exclure les transmissions radio de la définition, bien qu'ils soient minoritaires. Jill Tarter a ainsi proposé que le projet search for Extra-Terrestrial Intelligence (SETI) soit renommé the search for technosignatures.

## Recherches
L'une des premières tentatives de trouver des sphères de Dyson est faite en 1985 par Vyacheslav Slysh du centre de recherche spatiale de Moscou. Celui-ci utilise des données de l'Infrared Astronomical Satellite (IRAS).
Une autre recherche, faite au début des années 2000, implique l'analyse de données du Compton Gamma-Ray Observatory afin d'y trouver des traces d'antimatière.
À partir de 2005, le Fermilab fait également des recherches de ce type de spectres dans les données d'IRAS,. Déterminer si de telles sources sont d'origine naturelle ou artificielle demande des techniques d'analyse poussées. Le Fermilab découvre 17 candidats, dont 4 sont classés comme « amusants, mais toujours questionnables,. » D'autres recherches ont également identifié plusieurs candidats, mais ils doivent tous être confirmés.
La même année, un trio d'astronomes, menés par Jason Wright, obtient une subvention de la Fondation John Templeton afin de trouver d'éventuels signes de sphères de Dyson. En 2012-2013, l'astronome Geoffrey Marcy, pionnier dans la recherche d'exoplanètes, obtient une subvention de recherche afin d'effectuer le même genre de recherche dans des données du télescope spatial Kepler,.
En 2013, Lucianne Walkowicz obtient des fonds pour chercher des signatures artificielles dans des observations de photométrie stellaire.
À partir de 2016, l'astronome Jean-Luc Margot, de l'Université de Californie à Los Angeles, recherche des technosignatures à l'aide de grands radiotélescopes. La même année, on suggère que la disparition d'étoile pourrait être une technosignature. Un projet pilote à la recherche d'étoiles disparues est lancé. Devenu le projet Vanishing & Appearing Sources during a Century of Observations (VASCO) en 2019, celui-ci se consacre à la recherche d'étoiles disparues et apparues. En 2020, le projet développe une composante de science citoyenne,,.
En juin 2020, la NASA accorde une première subvention directe à SETI depuis trois décennies. Celle-ci vise à effectuer la recherche de technosignatures non-radio ainsi que la création d'une bibliothèque numérique sur le sujet,,.

## Projets d'astro-ingénierie
Une sphère de Dyson, construite par des formes de vie habitant à proximité d'une étoile de type solaire, causerait une augmentation des émissions d'infrarouges du système stellaire concerné, d'où le titre Search for Artificial Stellar Sources of Infrared Radiation de l'article sur le sujet de Freeman Dyson, publié en 1960. Le programme SETI a intégré ces suppositions dans ses recherches, tentant de repérer des spectres lumineux avec beaucoup d'infrarouges autour d'étoiles de type solaire.
Des propulseurs de Shkadov, ayant l'hypothétique capacité de modifier l'orbite des étoiles, serait également détectables à l'aide de la méthode du transit, déjà utilisée pour la détection de planètes extrasolaires. Enfin, l'exploitation minière des astéroïdes extrasolaires serait également une technosignature.

## Analyse planétaire

### Chaleur et lumière artificielles
Plusieurs astronomes, dont Abraham Loeb du Harvard-Smithsonian Center for Astrophysics, et Edwin L. Turner, de l'Université de Princeton, ont proposé de tenter d'observer de la lumière artificielle sur des exoplanètes. Celle-ci, dégagée par des villes, industries ou réseaux de transports, serait une technosignature évidente,. L'établissement de la nature artificielle de ces sources lumineuses ou thermiques ne serait pas nécessairement facile. Par exemple, en 2012, l'expérience Black Marble de la NASA a démontré l'existence de sources stables de lumière naturelle, telles des feux de forêt chroniques en Australie-Occidentale,.

### Analyse atmosphérique
L'analyse de l'atmosphère des planètes pourrait révéler la présence d'éléments chimiques propres aux civilisations technologiques. Ainsi, par exemple, les émissions des industries terrestres amène la présence dans l'atmosphère de la Terre de dioxyde d'azote et de chlorofluorocarbures. La pollution pourrait également être détectable sur des planètes extrasolaires. Cependant, encore une fois, la difficulté d'établir avec certitude la nature artificielle de la chose demeure difficile. Ainsi, par exemple, l'atmosphère de Titan possède plusieurs éléments chimiques complexes qui sont similaires à ce que les industries dégagent dans l'atmosphère terrestre, bien que ceux-ci ne sont pas le résultat d'une civilisation quelconque. Certains scientifiques associés à SETI ont proposé de chercher des atmosphères artificielles créées par ingénierie planétaire afin de rendre des mondes habitables (une sorte de terraformation).

## Artefacts et vaisseaux extraterrestres

### Vaisseaux spatiaux
Les vaisseaux spatiaux voyageant à vitesses relativistes (proche de celle de la lumière) à travers le milieu interstallaire engendreraient des émissions electromagnétiques caractéristiques du fait de l'interaction du corps relativiste avec les particules ambiantes et le rayonnement ambiant .
Les émissions, ou l'interaction de celles-ci avec le milieu interstellaire, de vaisseaux spatiaux pourraient être détectables à des centaines ou des milliers d'années-lumière de distance. Des sondes de Bracewell au sein même du système solaire pourraient être détectées avec les technologies actuelles,.

### Satellites
Une technologie plus proche de celle que l'humanité possède actuellement est celle de l'exoceinture de Clarke, suggérée par l'astrophysicien Hector Socas-Navarro de l'Institut d'astrophysique des Canaries. Cette ceinture hypothétique serait formée de tous les satellites artificiels en orbite géostationnaire/orbite géosynchrone autour d'une exoplanète. Des simulations font croire qu'une telle ceinture vraiment dense (qui pourrait être mise en place par une civilisation à peine plus avancée que la nôtre) serait détectable par notre technologie actuelle selon les courbes de lumière produite par l'exoplanète en transit.